# Kalanchoe elizae

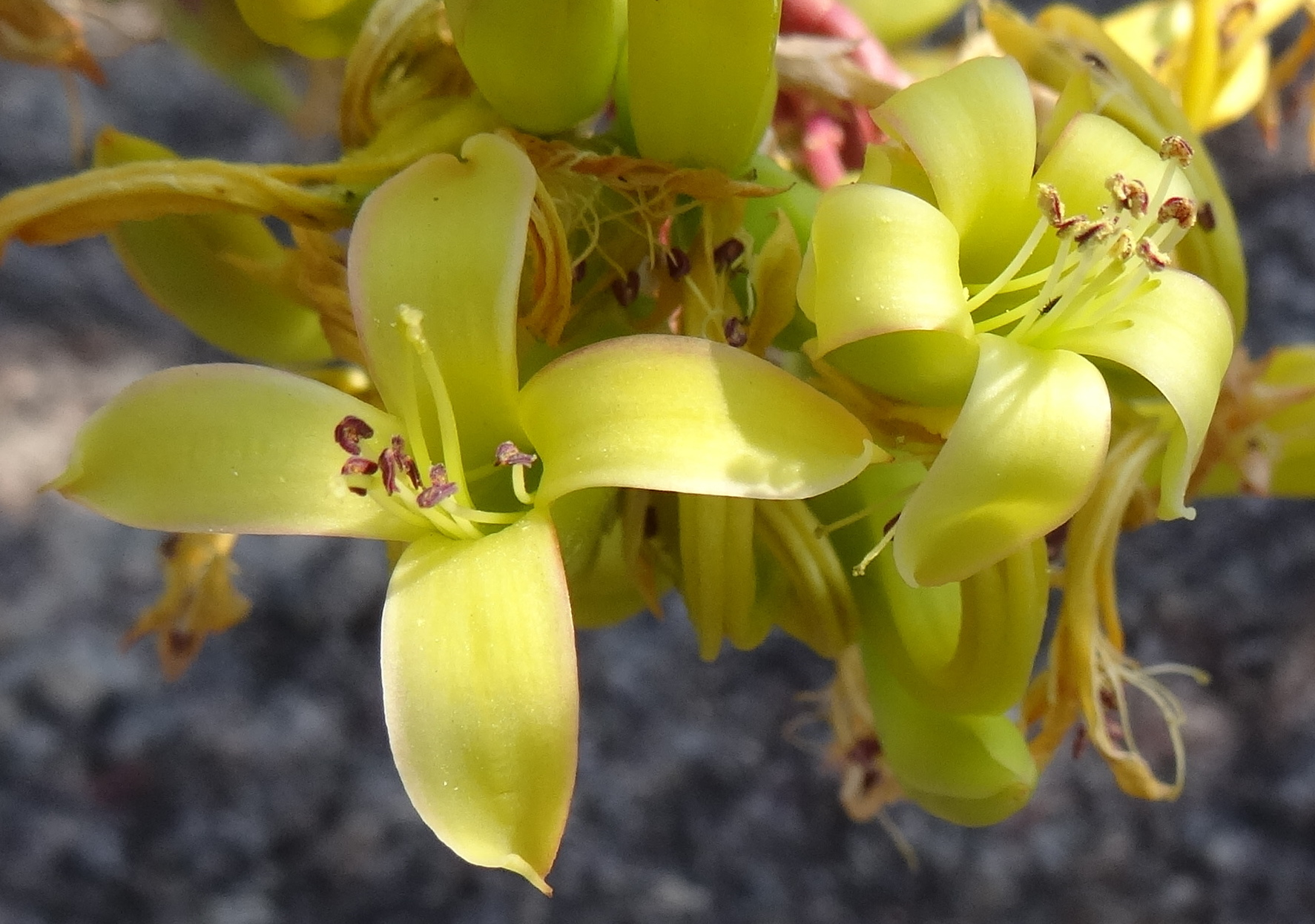
Flors

Kalanchoe elizae és una espècie de planta suculenta del gènere Kalanchoe, de la família de les Crassulaceae.

## Descripció
És una planta suculenta perenne completament glabre, de fins a 1,8 m d'alçada (amb la inflorescència).
La tija (d'1 a poques) de 0,20 a 1,5 m d'alçada, robusta, de fins a 6,5 cm de diàmetre a la base, erecta, terete, de color vermell o verd pàl·lid, tenyit de vermell, sense fulles en el moment de la floració.
Les fulles són decussades, de 6,5 a 20,8 cm de llarg i de 2,5 a 12 cm d'ample. Àmpliament obovades o suborbiculars a oblongues, arrodonides i contretes a la base en un pecíol ampli, o subcuneades i atenuades en una base plana subpeciolades, la part més alta obovada-espatulada a espatulada i sèssil, arrodonida o obtusa a la part superior, marge subcrenat o ondulat o sencer, plana, carnosa (fins a 4 mm de gruix), verda, lleugerament brillant; nervi central una mica gravat a l'anvers, lleugerament destacat al revers; pecíol fins a 1,5 x 1 cm.
Les flors són lleugerament zigomorfes, amb la boca dirigida cap amunt, agrupades en cims solts a densos formant una inflorescència terminal, piramidal, més o menys àmplia, solta, de forma panicular, de 9 a 28 cm de llarg i de 12 a 40 cm d'ample, amb forts pal i branques; branques decussades, separades, amb flors només a la meitat o terç superior; fulles de la base de la inflorescència de fins a 6 cm de llarg i de 3 cm d'ample; pedicels de 4 a 18 mm de llarg, força espessits cap a l'àpex; bràctees oblongues-lineals a el·líptiques. Calze de 2,5 a 8 mm de llarg, campanulat, de color vermell fosc, que cau amb la corol·la; tub 1,5 a 2,75 mm de llarg; sèpals àmpliament triangulars i més amplis que llargs, o lanceolats i després lleugerament més llargs que amplis, aguts, apiculats, separats per sinus amplis i retusats. Corol·la de 30 a 55 mm de llarg, de color groc fosc o taronja a vermell; tub de 21,5 a 37,5 mm de llarg, amb el diàmetre màxim una mica per sobre de la base, des d'allà s'atenuen fins al mig i subcilíndric i lleugerament corbat cap amunt, vagament de quatre angles; lòbuls de 10 a 16 mm de llarg i de 3,5 a 6 mm d'ample, lanceolats o ovat-oblongs, asimètrics cap a l'àpex agut (arrodonit a un marge, gairebé rectilini a l'altre), més aviat apiculats, reflexes, de color groc taronja o vermell clar al revers i de color verd groguenc amb vermell clar a l'anvers. Filaments dels estams inferiors inserits 11 mm. per sobre de la base del tub de corol·la, els dels superiors de 13 mm. per sobre del mateix; anteres de 1,5 a 2 mm de llarg, oblongues a ovades, de color vermell fosc, molt sobresortints, les dels estams superiors arriben al 1/4 superior dels lòbuls de la corol·la, les dels inferiors arriben gairebé a la meitat dels lòbuls de la corol·la. Carpels de 10,5 a 13,5 mm de llarg, atenuada cap els estils; estils de 15 a 25 mm de llarg, filiformes, sobresortits, els estigmes arriben o superen l'àpex dels lòbuls de la corol·la. Escates de 1,6 a 6 mm., bilobulades o truncades.

## Distribució
Planta endèmica de Malawi i Moçambic. Creix a les roques del desert.

## Taxonomia
Kalanchoe elizae va ser descrita per Ernst Friedrich Berger i publicada a Monatsschrift für Kakteenkunde 13: 69. 1903.

### Etimologia
Kalanchoe: nom genèric que deriva de la paraula cantonesa "Kalan Chauhuy", 伽藍菜 que significa 'allò que cau i creix'.
elizae: epítet atorgat en honor d'Elisa Berger, esposa del botànic autor de la planta.

### Sinonímia[4]
- Cotyledon elizae Berger ex R.-Hamet
- Cotyledon insignis N. E. Br.
- Kalanchoe insignis (N. E. Br.) N. E. Br.
- Kalanchoe laurensii Raym.-Hamet